# Abrothrix jelskii
El ratón tricolor (Abrothrix jelskii) es una especie de roedor de la familia Cricetidae.

## Distribución geográfica
Se encuentra en Argentina, Bolivia, Perú y Chile.